# God Save the King
God Save the King er Storbritanniens kongesang. Den bruges normalt som Storbritanniens nationalsang, og en af de to nationalsange i New Zealand, og som kongesangen i Canada, Australien, og de andre Commonwealth-nationer, såvel som den britiske kongefamilies kongesang. 
Når den engelske monark er dronning synges den som God Save the Queen. God Save the King er også kongesangen (men ikke nationalsangen) i Norge, sunget som Gud sign vår konge god; da både den britiske og den norske kongefamilie nedstammer fra Dronning Victoria af Storbritannien.
Når den synges deltager monarken  ikke, eftersom sangen er en bøn for ham(/hende), men konsorten synger med.

## Sangens brug i Commonwealth
Sangen blev før brugt som de fleste Commonwealth-nationers nationalsang, inklusiv Australien, Canada, og Jamaica. Den blev senere udskiftet med Australiens Advance Australia Fair, Canadas O Canada, og Jamaicas Jamaica, Land We Love, men bruges stadig som kongesang når den britiske kongefamilie eller generalguvernøren kommer på visit. I Canada bliver God Save the Queen nogen sammen spillet efterfulgt O Canada ved offentlige arrangementer. Den er fortsat nationalsang i New Zealand, sammen med God Defend New Zealand, selvom den ikke ret tit regnes som det. Sangen var også nationalsang i Irland da Irland var en del af Storbritannien, men blev i 1920'erne udskiftet af Amhrán na bhFiann (irsk for Soldaternes Sang).

## Brug af sangen andre steder
God Save the King var den første sang der blev kongesang (også før Hollands nationalsang, Het Wilhelmus, der faktisk er ældre), og melodien er blevet brugt af andre lande som nationalsang senere hen, inklusiv dem fra Tyskland (uofficiel), Rusland (indtil 1833), Sverige og Schweiz. Den eneste nuværende nationalsang, der benytter melodien, er Liechtensteins nationalsang, Oben am jungen Rhein. Den norske Kongesangen, benytter ligeledes melodien.

## Sangens tekst på engelsk
God save our gracious King,
Long live our noble King:
God save the King.
Send him victorious,
happy and glorious,
long to reign over us
God save the King.
Siden God Save the King blev kongesang i Canada, er det første vers blevet oversat til fransk for den franske befolkning bl.a. i Quebec. Som sunget på engelsk i Canada, God Save the Queen har den et engelsk vers mere, sunget efter det første eller andet vers, selvom der mest kun bruges første vers i Canada. I New Zealand, er andet vers, hvilket er mere miltarisk, blev udskiftet med fjerde vers, er kendt som Commonwealth-verset. Selvom der igen her for det meste kun bruges første vers.
1
God save our gracious King,
Long live our noble King,
God save the King:
Send him victorious,
Happy and glorious,
Long to reign over us:
God save the King.
2
O Lord, our God, arise,
Scatter his enemies,
And make them fall.
Confound their politics,
Frustrate their knavish tricks,
On thee our hopes we fix:
God save the King.
3
Thy choicest gifts in store,
On him be pleased to pour;
Long may he reign:
May he defend our laws,
And ever give us cause
To sing with heart and voice
God save the King 1.

### Første vers på fransk, sunget i Canada
Dieu protège la reine
De sa main souveraine!
Vive la reine!
Qu'un règne glorieux,
Long et victorieux
Rende son peuple heureux.
Vive la reine!

### Vers på både fransk og engelsk – ofte sunget på mindedagen om de faldne i 1. verdenskrig
Dieu sauve notre reine,
Notre glorieuse reine,
Vive la reine!
Send him victorious,
Happy and glorious,
Long to reign over us,
God Save the Queen!!

### Det ekstra vers i Canada
Our loved Dominion bless
With peace and happiness
From shore to shore;
And let our Empire be
Loyal, united, free
True to herself and Thee
God save the King 1.
1 Når monarken tilfældigvis er en dronning, bliver de 2 sidste linjer i tredje vers udskiftet med 'with heart and voice to sing, God Save the Queen'

## Version brugt i den britiske flåde
God save Great George our King,
Long live our Noble King,
God Save the King!
Fulfill his heart's desire,
And all our youth inspire,
With pure celestial fire,
Thy praise to sing!
When insults rise to wars,
Oak-hearted British Tars
Scorn to be slaves;
Ranged in our wooden walls,
Ready when duty calls
To send our cannon balls
O'er oceans' waves.

Formentlig er teksten til God save the King skrevet på fransk til Ludvig den 14. af Madame Marie de Brinon i 1886 ifm oprettelsen af dén pigeskole, som hun blev forstanderinde for. Det skulle være Händel, som tog teksten med til England.